# Szyfr Nihilistów
Szyfr Nihilistów – szyfr podstawieniowy z podwójnym kluczem używany przez członków rosyjskiego ruchu nihilistów w 2 połowie XIX wieku.

## Szyfrowanie i rozszyfrowywanie
Do zaszyfrowania tekstu używa się dwóch słów-kluczy (np. klucz 1: WIKIPEDIA, klucz 2: SZACHY).
Przy pomocy pierwszego klucza tworzy się szachownicę Polibiusza – w komórki tabeli należy wpisać najpierw słowo-klucz (opuszczając powtarzające się litery – w przykładzie literę I), a następnie uzupełnić tabelę pozostałymi literami alfabetu. Litera J nie występuje w szachownicy – w tekstach szyfrowanych zastępuje ją litera I.
|   | 1 | 2 | 3 | 4 | 5 |
| 1 | W | I | K | P | E |
| 2 | D | A | B | C | F |
| 3 | G | H | L | M | N |
| 4 | O | Q | R | S | T |
| 5 | U | V | X | Y | Z |

Używając powstałej tablicy przeprowadza się pierwsze szyfrowanie tekstu jawnego (np. SZYFROWANIE Z DWOMA KLUCZAMI).
Litery należy zamienić na dwucyfrowe liczby opisujące ich położenie na szachownicy (w układzie wiersz+kolumna).
| S  | Z  | Y  | F  | R  | O  | W  | A  | N  | I  | E  | Z  | D  | W  | O  | M  | A  | K  | L  | U  | C  | Z  | A  | M  | I  |
| 44 | 55 | 54 | 25 | 43 | 41 | 11 | 22 | 35 | 12 | 15 | 55 | 21 | 11 | 41 | 34 | 22 | 13 | 33 | 51 | 24 | 55 | 22 | 34 | 12 |

Teraz, używając szachownicy i drugiego słowa-klucza, należy stworzyć klucz numeryczny, który będzie potrzebny do drugiego przekształcenia tekstu szyfrowanego.
| S  | Z  | A  | C  | H  | Y  |
| 44 | 55 | 22 | 24 | 32 | 54 |

Klucz numeryczny wpisuje się pod liczbami szyfru tyle razy, aby wyrównać długość tekstu zaszyfrowanego, a następnie dodaje się do siebie liczby tekstu i klucza.
| szyfr według klucza 1 |   | 44 | 55  | 54 | 25 | 43 | 41 | 11 | 22 | 35 | 12 | 15 | 55  | 21 | 11 | 41 | 34 | 22 | 13 | 33 | 51  | 24 | 55 | 22 | 34 | 12 |
| klucz 2               | + | 44 | 55  | 22 | 24 | 32 | 54 | 44 | 55 | 22 | 24 | 32 | 54  | 44 | 55 | 22 | 24 | 32 | 54 | 44 | 55  | 22 | 24 | 32 | 54 | 44 |
| szyfr ostateczny      | = | 88 | 110 | 76 | 49 | 75 | 95 | 55 | 77 | 57 | 36 | 47 | 109 | 65 | 66 | 63 | 58 | 54 | 67 | 77 | 106 | 46 | 79 | 54 | 88 | 56 |

Po dodaniu liczb z pierwszego szyfrowania i klucza numerycznego powstaje ostatecznie zaszyfrowany tekst:

88, 110, 76, 49, 75, 95, 55, 77, 57, 36, 47, 109, 65, 66, 63, 58, 54, 67, 77, 106, 46, 79, 54, 88, 56.
Odbiorca zaszyfrowanego tekstu zna oba słowa klucze, więc tworzy szachownicę i klucz numeryczny, odejmuje liczby klucza numerycznego od liczb z otrzymanego tekstu, a następnie przy pomocy szachownicy odczytuje tekst jawny.

## Odporność na złamanie
Mimo pozornej złożoności szyfr nie był zbyt odporny na złamanie, co wykorzystywali kryptoanalitycy carskiej tajnej policji politycznej - Ochrany. Liczby szyfru wysyłano wypisując je po kolei i oddzielając przecinkami. Jeżeli kryptoanalityk znał podstawy szyfru, to liczba trzycyfrowa wskazywała, że dodano do siebie liczby większe niż 50. To z kolei znaczyło, że litera tekstu jawnego i litera, na podstawie której utworzono daną liczbę klucza numerycznego, leżały w prawej dolnej ćwiartce szachownicy. Ogólnie – im wyższa była liczba, tym niżej najprawdopodobniej leżały na szachownicy obie litery. Ułatwiało to znalezienie klucza.
Choć szyfr Nihilistów nie dawał pewnego zabezpieczenia szyfrowanych tekstów, zawarta w nim idea podwójnego przetwarzania tekstu przetrwała. Radzieccy kryptolodzy tworząc w latach 20 i 30 XX w. szyfry dla swoich agentów wywiadu korzystali z podstaw tego szyfru rozwijając go i komplikując. Jednym z lepszych szyfrów opartych jego zasadach był tzw. szyfr Ramsaya używany przez siatkę radzieckich szpiegów w Japonii w latach 1935-41. Również na bazie szyfru Nihilistów powstał szyfr VIC, uznawany za najlepszy w historii szyfr ręczny (czyli taki, w którym do szyfrowania nie używano żadnych urządzeń mechanicznych lub elektrycznych).